# Knax
Knax (ortografiat: KNAX) este o revistă germană de benzi desenate publicată din 1974 de Deutschen Sparkassen Verlag (Stuttgart). Din 1974 au apărut peste 200 de numere, revista apărând odată la fiecare două luni. Tirajul era de 800.000 de exemplare per ediție (în 2009). Knax este disponibilă numai în Germania, Austria, Luxemburg, Danemarca și Norvegia. 
Sigla revistei este cuvântul "KNAX" scris cu culoare albă (sau roșie), cu litera X având capătul din stânga sus rupt.